# Nicholas Keagan

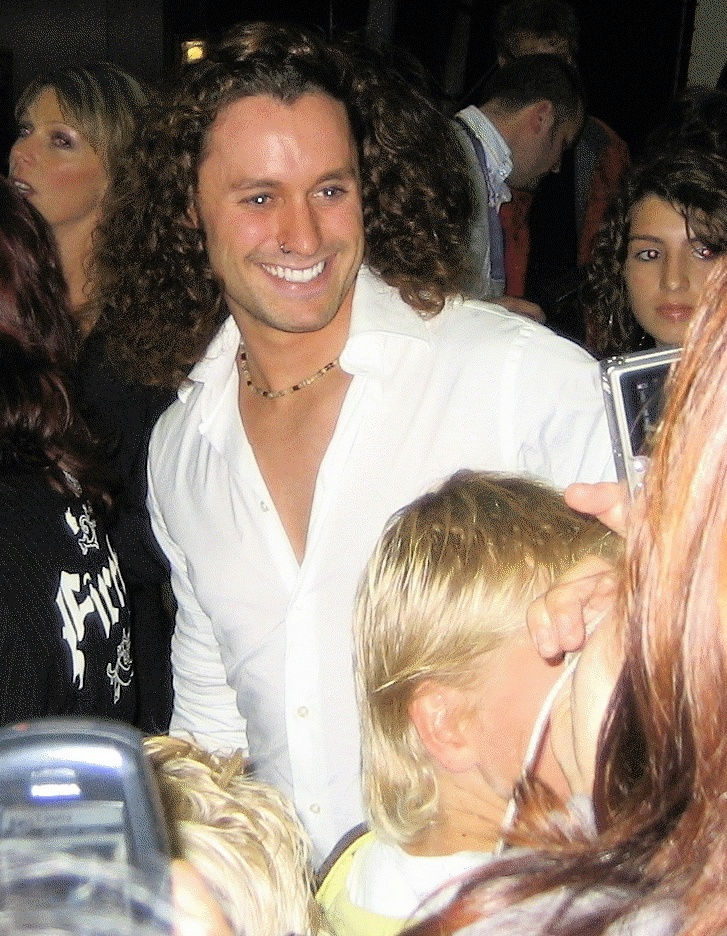
Nicholas Keagan

Nicholas (Nick) Keagan (Ajax (Ontario), 13 juni 1978) is een van oorsprong Canadese kunstschaatser.

## Biografie
Keagan groeide op in Ajax, een klein plaatsje ten oosten van Toronto. Toen hij amper twee jaar was kreeg hij zijn eerste paar schaatsen. Geboren ten tijde van het opkomende succes van ijshockeyer Wayne Gretzky, een jongen uit de buurt, begon Keagan als ijshockeyer.
Keagan verloor als kind al snel zijn interesse in ijshockey, toen hij mensen zag kunstschaatsen op de ijsbaan. Toen hij zich realiseerde dat kunstschaatsen thuis niet werd bevorderd besloot hij in Amerika een kunstschaatsopleiding te gaan volgen als teenager. Na vele wedstrijden als amateur waarin hij ook Canada vertegenwoordigde werd hij professional en ging werken bij showensembles en Holiday on Ice.
In 2006 krijgt Nicholas bekendheid in Nederland als de schaatspartner van Ellemieke Vermolen in het tv-programma Sterren Dansen op het IJs. Met Florentine Houdinière, de schaatspartner van winnaar Hein Vergeer in het programma, treedt hij op in Autostadt in Duitsland, tijdens de kerstmarkt met een Russisch thema in het ijsschaats-sprookje 'Katenka en de IJswolf'. Met Houdinière verzorgt hij tijdens een volgende serie van het programma elke week de openingsact.
Vanaf september 2007 is hij te zien in het Belgische Sterren Op Het IJs op VTM, als schaatspartner van Tanja Dexters. Sinds de zomer van 2007 woont Nicholas Keagan in Amsterdam. Naast zijn werk als kunstschaatser wil Keagan zich ook graag ontwikkelen als zanger en tekstschrijver.
Nicholas doet mee met het vierde seizoen van Sterren Dansen op het IJs. De startavond was 28 januari 2011. Hij is de schaatspartner van Vivian Reijs.